# Bernardin Gantin
Bernardin Gantin (Toffo, Benin, 8 de maio de 1922 — Paris, 13 de maio de 2008) foi um prelado da Igreja Católica, Arcebispo de Cotonu, Cardeal e Decano do Colégio Cardinalício. 
Ele descendia de negros escravos do Brasil Império que voltaram à África após a proclamação da Lei Áurea e, quando visitou o Brasil na década de 1980, foi até um terreiro de candomblé na Bahia, o Terreiro do Bogum. 
Foi o responsável por assinar a excomunhão de monsenhor Lefebvre em 1988, devido as Consagrações de Écône.

## Biografia
Era filho de Henri Gantin, chefe da estação ferroviária local, e Anne Tonondji, bisneta do rei Daomé Glèlè. Ele foi batizado logo após seu nascimento pelo padre Gaymard. Seu sobrenome significa árvore de ferro (Gan=árvore e tin=ferro) e isso se reflete em seu brasão.
Ele estudou na escola regional de Abomei de 1929 a 1935. Em 1934, ele foi preparado para sua primeira comunhão pelo padre Le Port; aconselhado pelo padre Gautier, ele entrou no Seminário de Uidá em 28 de outubro de 1935. Em 1953, foi enviado a Roma para estudar na Pontifícia Universidade Urbaniana e na Pontifícia Universidade Lateranense, tendo se licenciado em teologia dogmática, em 1954 e em direito canônico, em 1955.

## Sacerdócio
Foi ordenado sacerdote em 14 de janeiro de 1951 em Uidá pelo arcebipo Louis Parisot. Por dois anos ensinou línguas no seminário maior da Uidá, dedicado a Santa Joana d'Arc. Era aluno do Colégio Urbano e enquanto se preparava para a tese de doutorado em direito, foi eleito pelo Papa João XXIII como bispo-titular de Tipasa na Mauritânia, na função de bispo-auxiliar de Cotonu em 11 de dezembro de 1956, sendo ordenado aos 34 anos em 3 de fevereiro de 1957 pelo Cardeal Eugène Tisserant, então decano do Sacro Colégio, na capela do Colégio da Propaganda Fide, assistido por Pietro Sigismondi, secretário da Congregação para a Propagação da Fé e por André-Pierre Duirat, S.M.A., bispo de Bouaké. Adotou como lema episcopal In tuo sancto sevitio.

## Arcebispo
Em 5 de janeiro de 1960 foi promovido a Arcebispo de Cotonu, o primeiro Metropolita negro em toda a África. Criou o Instituto Superior de Cultura Religiosa em Abidjã e organizou a catequese em toda a África francófona. Promoveu a ereção das dioceses de Abomei (1963), Paracu e Natitingu (1964) e Locossa (1968), foi eleito presidente da Conferência Episcopal formada por Daomé, Togo, Costa do Marfim, Burquina Fasso, Mali, Guiné, Senegal e Níger, participou na preparação e de todas as sessões do Concílio Vaticano II.

### Em Roma
Por Paulo VI foi nomeado em 5 de março de 1971, Secretário Adjunto da Congregação para a Evangelização dos Povos e, dois anos mais tarde, tornou-se titular daquela secretaria. Foi o primeiro africano a assumir cargos na Cúria Romana. Em 1975 foi nomeado vice-presidente e logo depois presidente do Pontifício Conselho Justiça e Paz. Em 1976 assumiu a presidência do Pontifício Conselho Cor Unum.

## Cardinalato

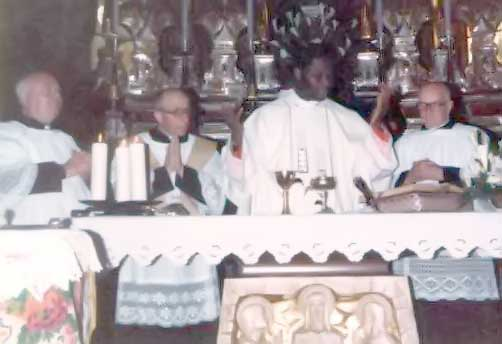
Dom Bernardin celebrando uma missa em San Fiorano (LO), Itália, 1984

Foi criado cardeal por Paulo VI no consistório de 27 de junho de 1977 juntamente com Joseph Ratzinger, então arcebispo de Munique e Freising, František Tomášek (revelado in pectore), Giovanni Benelli e Mario Luigi Ciappi. Recebeu o barrete vermelho e a diaconia do Sagrado Coração do Cristo Rei.
Em 8 de abril de 1984 foi nomeado Prefeito da Congregação para os Bispos e Presidente da Pontifícia Comissão para a América Latina. Em 5 de junho de 1993 foi nomeado Decano do Colégio dos Cardeais e Titular da sé suburbicária de Óstia, de acordo com antiga tradição. Em 12 de dezembro de 1993, participou da inauguração do Santuário de Nossa Senhora de Guadalupe, em Campinas.
Foi ainda membro das seguintes Congregações: para as Igrejas Orientais, para o Culto Divino e a Disciplina dos Sacramentos, para a Evangelização dos Povos, para os Institutos de Vida Consagrada e as Sociedades de Vida Apostólica, e para a Educação Católica; e ainda do Supremo Tribunal da Assinatura Apostólica e do Pontifício Conselho para a Interpretação dos Textos Legislativos, integrou ainda a Comissão Cardinalícia para os Pontifícios Santuários de Pompéia, Loreto e Bari e a Comissão Cardinalícia de Vigilância do Instituto para as Obras de Religião.
Por limite de idade, aos 25 de junho de 1998, renunciou ao cargo de Prefeito da Congregação para os Bispos, e em 2002 renunciou ao título de Decano do Colégio de Cardeais retornando para o Benim.

## Consagrações de Écône
As consagrações de Écône foram uma série de consagrações episcopais que foram realizadas em Écône, Suíça, em 30 de junho de 1988. As consagrações foram realizadas pelo arcebispo Marcel Lefebvre e pelo Bispo Antônio de Castro Mayer, e os padres que subiram à episcopacia foram quatro membros da Sociedade de São Pio X (SSPX), de Lefebvre. As consagrações foram feitas contra a vontade do Papa João Paulo II, e foram o marco nas relações problemáticas de Lefebvre e da Sociedade de São Pio X com as lideranças da Igreja Católica.
Essas consagrações foram anunciadas em 3 de junho e, no dia seguinte, o Cardeal Gantin enviou para os futuros bispos consagrados um aviso formal canônico, que declarava que eles poderiam ser incorridos automaticamente na penalidade da excomunhão se fossem ordenados por Lefebvre sem a permissão papal.
Como as consagrações foram realizadas, foi o responsável por assinar, como prefeito da Congregação para os Bispos, o decreto que declarava que o arcebispo Marcel Lefebvre estava incorrido automaticamente em excomunhão automática, em 1 de julho.

## Morte
O cardeal Gantin faleceu em 13 de maio de 2008, às 16h45, devido a graves complicações da desidratação, no Hospital Georges Pompidou, em Paris, após uma longa enfermidade. Em 20 de maio, uma missa em memória do falecido cardeal foi celebrada pelo cardeal André Vingt-Trois, arcebispo de Paris, na Catedral de Notre-Dame, onde o arcebispo Agboton, de Cotonu, pronunciou a homilia. O cardeal Giovanni Battista Re, representante papal, presidiu a missa no Estádio Amitié em Cotonu, em 22 de maio, pronunciando a homilia; com ele concelebrou os cardeais Francis Arinze, prefeito da Congregação para o Culto Divino e a Disciplina dos Sacramentos, Polycarp Pengo, arcebispo de Dar-es-Salaam, na Tanzânia, Théodore-Adrien Sarr, arcebispo de Dakar, no Senegal, Bernard Agré, arcebispo-emérito de Abidjan, na Costa do Marfim e Anthony Olubunmi Okogie, arcebispo de Lagos, na Nigéria, além de quarenta arcebispos e bispos. Já em 23 de maio, no altar da Cátedra da Basílica de São Pedro, foi celebrada uma Santa Missa de sufrágio pelo cardeal Angelo Sodano, decano do Colégio de Cardeais, com os demais cardeais presentes. No final da celebração, o Papa Bento XVI proferiu a homilia e transmitiu a benção apostólica.
Ele foi o primeiro, e até agora, único cardeal de Benim e o primeiro africano a ser chefe de um dicastério do Vaticano e Decano do Colégio de Cardeais desde que esse cargo foi estabelecido pelo Beato Papa Eugênio III em 1150.

## Conclaves
- Conclave de agosto de 1978 - participou da eleição do Papa João Paulo I
- Conclave de outubro de 1978 - participou da eleição do Papa João Paulo II
- Conclave de 2005 - não participou da eleição do Papa Bento XVI, por ter idade acima de 80 anos.

## Honrarias
- Cavaleiro Grã-Cruz da Ordem Nacional do Daomé
- Membro da Academia Real do Marrocos
- Comendador da Legião de Honra, França
- Cavaleiro de I classe da Ordem do Leão Branco, Checoslováquia

Além disso, seu nome foi emprestado ao Aeroporto Internacional de Cotonu-Cajeum.

## Controvérsias e opiniões

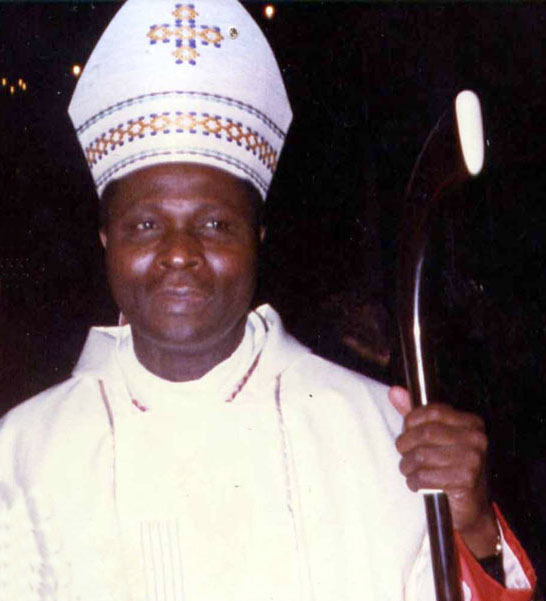
Cardeal Gantin celebrando o sacramento da Confirmação, em San Fiorano, Itália

O cardeal Gantin era tido como introspectivo e avesso a entrevistas. Era tido também como um representante da ala mais conservadora da Igreja Católica, com estreita ligação com a Opus Dei. Era fortemente contrário à Teologia da Libertação, com advertências aos seus principais expoentes, quando de uma de suas visitas ao Brasil. Também defendia a tese de que os prelados, salvo raras exceções, deveriam permanecer para sempre em suas dioceses, como uma forma de evitar o carreirismo eclesiástico.
Lutou contra diversos problemas no continente africano, em especial no combate à AIDS, mas acreditava que a abstinência sexual era a melhor forma de prevenção da doença. Também entrou em conflito com Mathieu Kérékou, presidente do Benim, quando foram presos vários padres e a educação religiosa foi proibida no país.